# Aquaman (film)
Aquaman 2018-as amerikai szuperhősfilm, a DC Comics azonos nevű karaktere alapján, melyet James Wan rendezett. A forgatókönyvet Geoff Johns, Wan és Will Beall írta. A főszereplő a címszereplő Jason Momoa, mint Aquaman, továbbá Amber Heard, Willem Dafoe, Patrick Wilson, Dolph Lundgren, Yahya Abdul-Mateen II és Nicole Kidman. A Batman Superman ellen – Az igazság hajnala (2016) és Az Igazság Ligája (2017) után ez a harmadik élő akció mozifilm, melyben Aquaman bemutatkozik, és az első teljes hosszúságú játékfilm a karakter körében.
Az Amerikai Egyesült Államokban 2018. december 21-én mutatta be a Warner Bros., míg Magyarországon egy héttel hamarabb, szinkronizálva, december 13-án az InterCom Zrt. forgalmazásában. Az Aquaman világpremierje 2018. november 26-án volt Londonban.
A film fő forgatása Ausztráliában kezdődött 2017. május 2-án. A film nagy részét a Queenslandi Gold Coast Village Roadshow Studios-ban forgatták. A forgatás 2017. október 21-én ért véget. A film pozitív kritikákat kapott az értékelőktől. Dicsérték a film kalandos tónusát, Wan rendezését, valamint Momoa, Heard és Kidman filmbéli teljesítményét, bár a filmet és a film hosszát kritizálták. A Metacritic oldalán a film értékelése 49% a 100-ból, mely 55 véleményen alapul. A Rotten Tomatoeson az Aquaman 64%-os minősítést kapott 272 értékelés alapján. A film világszerte több mint 1,146 milliárd dolláros bevételt gyűjtött össze, amely a 200 millió dolláros költségvetésével szemben igen jó eredmény, így az Aquaman a DC univerzumban a legnagyobb bruttó bevételt hozó filmmé vált. Tervezik a film folytatását, amelyet 2022. december 26-án akarnak megjeleníteni.
A film középpontjában Arthur Curry, Atlantisz víz alatti királyságának örököse, akinek előrelépést kell tennie, hogy vezesse népét a galád testvére, Orm ellen, aki arra törekszik, hogy egyesítse a hét víz alatti királyságot és elpusztítsa a felszíni világot. 

## Cselekmény
Maine, 1985. Egy viharos este a tengerparton Thomas Curry világítótorony-kezelő megmenti Atlannát (Nicole Kidman), az Atlantisz víz alatti nemzetének királynőjét. Hamar beleszeretnek egymásba és születik egy közös kisfiuk, Arthur, aki születésétől fogva azzal a hatalommal bír, hogy képes kommunikálni a tengeri életformákkal. Hamarosan Atlannát megtámadják, ezért kénytelen visszatérni Atlantiszba, hogy megóvja a családja életét. Megbízza Nuidis Vulko (Willem Dafoe) nevű tanácsadóját Arthur kiképzésére. Vulko irányítása alatt Arthur szakképzett harcossá válik, de elutasítja Atlantiszt, amikor megtudja, hogy az anyját őmiatta ölték meg az ároklakók, mivel félvér fiú.
Napjainkban, egy évvel a Steppenwolf inváziója után, Arthur Curry (Jason Momoa) szembesül a kalózok egy csoportjával, akik próbálnak eltéríteni egy orosz haditengerészeti nukleáris tengeralattjárót. Vezetőjük, Jesse Kane, a konfrontáció során meghal, míg fia David, bosszút esküdik. David később Atlantiszba megy, Arthur fiatalabb féltestvére, Orm (Patrick Wilson) parancsára, aki a támadást ürügyként használja ki, hogy hadat üzenjen a felszíni világnak. A Xebel-ből származó Néreusz király (Dolph Lundgren), egyetért Orm ügyével és összefog vele, de a lánya, Mera (Amber Heard), akit már eljegyzett Orm, megtagadja az őket való segítést, ekkor a felszínre tér Arthur segítségét kérni, ám a férfi nem hisz neki; de elnyeri a bizalmát, miután megmenti Thomast az Orm által küldött cunami után. Arthur vonakodva elkíséri Merát Vulkóhoz, aki viszont arra kéri Arthurt, hogy találja meg az Atlantisz első uralkodójának rég elveszett mágikus Atlan szigonyát, amely segít visszaszerezni az őt illető trónt, mint király. Megtámadják őket Orm emberei, Mera és Vulko el tud menekülni, ám Arthurt elkapják.
Arthurt láncra verve mutatják be Ormnak, aki őt hibáztatja Atlanna haláláért, míg a felszínen volt. Felajánl Arthurnak egy lehetőséget, hogy örökre hagyja és ne követelje a trónt, ám ő ehelyett ősi párbajra hívja ki fivérét a víz alatti láva gyűrűjében. Orm láthatóan fölényesen nyerne és majdnem meg is öli Arthurt, mielőtt Mera megmenti.
Arthur és Mera együttesen utaznak a Szahara-sivatagba, ahol a szigony hollétét holografikus üzenettel alkották meg, ami eljuttatja őket Szicília, Olaszországba, és végül megtudják a mágikus szigony koordinátáit.
Eközben Orm egy atlantai prototípusú öltözéket biztosít Davidnek és elküldi Arthur megölésére, míg Vulkót, leghűbb tanácsadóját elvezetteti, mert rájött, hogy Arthur kiképzését ő végezte. Ezt követően kényszeríti Atlantisz fennmaradó királyságait, hogy engedelmeskedjenek neki és kampányolják őt a felszín ellen.
Orm technológiájának módosítása után a teljesen páncélozott David ismét Fekete Rájaként viselkedik, és Szicíliában megtámadja Arthurt és Merát. Mera ápolja Arthur sebeit, amikor eljutnak a szigony hollétéhez és arra ösztönzi a férfit, hogy a sorsát  fogadja el. A rendeltetési helyükre érkezve, Arthurt és Merát kétéltű szörnyek támadják meg, amelyeket „ároklakóknak” neveznek, de végezetül sikerül elmenekülni előlük, amint eljutnak a tengerbe szállt féreglyukhoz a Föld közepén. Ott váratlanul újra találkoznak Atlannával, akit elvileg az ároklakóknak áldoztak fel a bűncselekményeiért, de sikerült megmenekülnie és egy feltérképezetlen tengeren túlélnie.

## Szereplők
| Szerep                    | Színész               | Magyar hang          | Leírás |
| ------------------------- | --------------------- | -------------------- | --- |
| Arthur Curry / Aquaman    | Jason Momoa           | Varga Rókus          | Félig ember / félig atlantiszi, aki vonakodik Atlantisz királyává válni. Képes kommunikálni más vízi élőlényekkel. Szuperszonikus sebességgel úszik, valamint emberfeletti erővel rendelkezik.                                                                  |
| Mera                      | Amber Heard           | Bogdányi Titanilla   | Arthur Curry társa a harcban, Néreusz király harcos leánya. Atlanna királynő nevelte fel, és belőle is királynő lett. Mera hidrokinetikus és telepatikus erővel rendelkezik, amely lehetővé teszi számára, hogy légörvényt hozzon létre a víz alatt.            |
| Nuidis Vulko              | Willem Dafoe          | Sörös Sándor         | Atlantisz mindenkori uralkodójának tanácsadója, aki Arthur Curry mentora volt fiatal korában. Ő képezte ki a harcra. |
| Marius Orm / Óceán Ura    | Patrick Wilson        | Miller Zoltán        | Arthur Curry atlantiszi féltestvére és Atlantisz uralkodója, aki arra törekszik, hogy egyesítse a hét víz alatti királyságot. Háborút szeretne kirobbantani a felszíni világban abból az okból, hogy az emberiség nagy mennyiségben megszennyezte a tengereket. |
| Néreusz király            | Dolph Lundgren        | Jakab Csaba          | Xebel királya és Mera apja, aki szövetkezik Ormmal. |
| Atlanna királynő          | Nicole Kidman         | Pápai Erika          | Atlantisz királynője, Arthur Curry és Orm édesanyja. |
| David Kane / Fekete Manta | Yahya Abdul-Mateen II | Orosz Ákos           | Kegyetlen kalóz és a nyílt tenger zsoldosa, aki halálos technológiai újításokat hoz létre. |
| Thomas Curry              | Temuera Morrison      | Szabó Sipos Barnabás | Világítótorony kezelő és Arthur Curry apja. |
| Jesse Kane                | Michael Beach         | Gesztesi Károly      | A kalózcsoport egyik tagja, David Kane apja. |

Djimon Hounsou, Natalia Safran és Sophia Forrest játsszák Halászkirályt, Halászkirálynőt és Halászhercegnőt, akik részt vesznek Orm hét tenger királyságának egyesítésére irányuló tervében. Julie Andrews pedig Karathen hangját kölcsönzi a filmben, egy mitikus leviathánt, aki szövetkezik Aquamannal (magyar hangja: Bognár Gyöngyvér).

## Filmkészítés

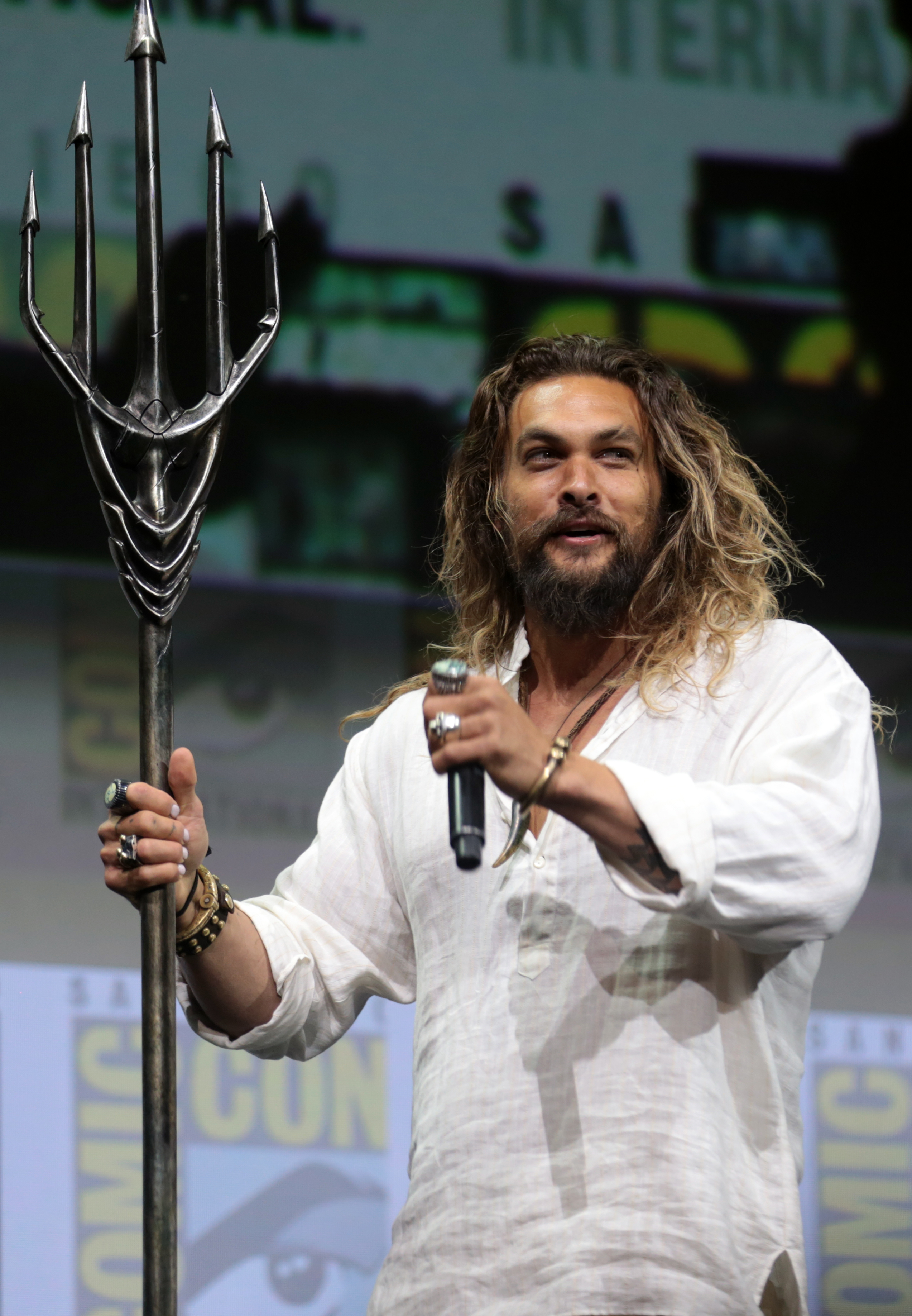
Jason Momoa a 2017-es San Diegó-i Nemzeti Comic-Con-on

2014. augusztus 12-én jelentették be, hogy a Warner Bros már bérelt két forgatókönyvírót, Will Beallt és Kurt Johnstadot, hogy írjanak két különböző szkriptet a közelgő Aquaman filmhez. A filmet kettős pályán fejlesztik a két szkript miatt, de csak az egyik lesz a végleges. Bejelentették, hogy az Aquaman 2018-ban fog megjelenni, mint a DC Moziverzum hatodik része, Momoa főszereplésével. A stúdió Jeff Nicholst és Noam Murrot nézte ki a film rendezésére. 2015. április 10-én A Hollywood Reporter bejelentette, hogy James Wan fontolóra veszi a film megrendezését. 2015. július 3-án a Deadline számolt be róla, Wan aláírta, hogy megrendezi a filmet. 2015. november 12-én, a Hollywood Reporter az írta, hogy David Leslie Johnson fogja írni a film forgatókönyvét. 2016 januárjában a Variety számolt be arról, hogy Amber Heard jelentkezik Mera szerepére ebben a filmben. Hónapokkal később, Heard megerősítette az Entertainment Tonightnak, hogy ő lesz Mera. Bejelentették, hogy a film az Igazság Ligája után fog játszódni, és nem lesz származási történet.  2016. július 22-én A Hollywood Reporter megírta, hogy Will Beall fogja írni a filmet.

## Folytatás
2018 decemberében a Warner Brothers Pictures elnöke, Toby Emmerich bejelentette a The Hollywood Reporter-ben, hogy a stúdió tervez egy folytatást. A nyomon követési film megvitatása rögtön megkezdődött a gyártást követően, amikor James Wan rendező elmondta a TotalFilmnek, hogy az első film teret ad a további történetnek. Jason Momoa elmondta a SyfyWire-nek, hogy elkezdett egy lehetséges történetet írni folytatásnak, majd miután Emmerichen és Safranon a stúdióban jártak, fogékonyak és lelkesek voltak az ötleteivel kapcsolatban.

## Bevételi adatok
- Költségvetés:160 000 000 dollár
- Hazai bevétel: 335 061 807 dollár
- Külföldi bevétel: 813 400 000 dollár
- Világszerte: 1 148 461 807 dollár dollár[15]